# فهرسة المنافس
فهرسة المنافس هو أسلوب تحديد سعر يُستخدم من قبل المسوقين. عادة ما ينطوي هذا الأسلوب على استخدام سعر منتجات المنافسين في تحديد سعر المنتجات الخاصة بك.
تتضمن الأشكال المختلفة لهذه الإستراتيجية ما يلي:
- مطابقة سعر المنافسين
- تحديد السعر بمبلغ أعلى من سعر المنافسين (5 دولارات أكثر)
- تحديد السعر بمبلغ أقل من سعر المنافسين (4 دولارات أقل)
- تحديد السعر بنسبة أعلى من سعر المنافسين (3% أكثر)
- تحديد السعر بنسبة أقل من سعر المنافسين (10% أقل)
- تحديد السعر في نطاق سعر المنافسين (بما لا يزيد عن 5% أكثر ولا أقل من 8٪ أقل من سعر المنافسين مثلاً)

عادة ما تُستخدم هذه الإستراتيجية من قبل شركات صغيرة، في صناعة تضم شركة أو شركتين مسيطرتين (في الواقع، يُشار إليها في بعض الأحيان على أنها "إستراتيجية اتباع الشركة الكبرى").
وتكمن ميزتها الرئيسية في سهولة الاستخدام. الأبحاث التسويقية الواسعة والتحليلات الإحصائية غير مطلوبة. وتتمثل السلبية الرئيسية في أنها رد فعل محض. لا يمكن استخدام السعر كمتغير عند بناء مزيج تسويقي: ويصبح أمرًا ثابتًا لا تستطيع الشركة التحكم فيه.